# مجموعة أمريكانا
مجموعة أمريكانا (بالإنجليزية:Americana Group) شركة كويتية للصناعات الغذائية تأسست في الكويت في عام 1964، وتعتبر من أكبر شركات الصناعات الغذائية في العالم العربي، وتعود ملكيتها منذ 2016 إلى مجموعة أديبتيو القابضة المحدودة.

## تاريخ
تأسست الشركة في الكويت في عام 1964، وكانت مدرجة في سوق الكويت للأوراق المالية منذ عام 1984 حتى انسحابها منه في عام 2018. وكان أكبر المساهمين فيها شركة الخير الوطنية للاسهم والعقارات (المملوكة بالكامل لمجموعة الخرافي) بـ58.69% وتم الاستحوذ على الشركة من قبل مجموعة أديبتيو القابضة المحدودة وتعود ملكيتها إلى صندوق الاستثمارات العامة السعودي والمستثمر الإماراتي محمد بن علي بن راشد العبّار. تم إدراج أسهم الشركة بشكل مزدوج في سوق أبوظبي للأوراق المالية في 11 ديسمبر 2022م، وفي السوق المالية السعودية (تداول) في 12 ديسمبر 2022.
تضم شبكة المجموعة قطاع تصنيع للأغذية وتجهيزها وعدد من سلاسل المطاعم التي تمنح المجموعة حقوق الامتياز التجاري في في بعض دول الشرق الأوسط وأسيا وشمال أفريقيا، ومنها دجاج كنتاكي وبيتزا هت وهارديز ، كوستا كوفي ، باسكن روبنز، وغيرها من العلامات التجارية.

## وصلات خارجية
- الموقع الرسمي